# Cmentarz ewangelicki w Zabłotach
Cmentarz luterański w Zabłotach – cmentarz znajdujący się na zachód od wsi Zabłoty we wsi Pawłowa w gminie Zelów (powiat bełchatowski).
Porośnięty lasem cmentarz powstał na początku XIX wieku. Obecnie zachowało się kilkanaście zdewastowanych nagrobków (spośród których część zawiera inskrypcje w języku niemieckim) oraz drewniany krzyż cmentarny wystawiony w 1921 roku.